# پالادیم (II) نیترات
نیترات پالادیم(II) (به انگلیسی: Palladium(II) nitrate) با فرمول شیمیایی Pd(NO3)2 یک ترکیب شیمیایی با شناسه پاب‌کم 24932 است. که جرم مولی آن 230.43 g/mol می‌باشد. شکل ظاهری این ترکیب، قرمز-جامد قهوه‌ای است.